# Sidcley
Sidcley, właśc. Sidcley Ferreira Pereira (ur. 13 maja 1993 w Vila Velha, w stanie Espírito Santo) – brazylijski piłkarz, grający na pozycji lewego obrońcy lub pomocnika.

## Kariera piłkarska

### Kariera klubowa
Wychowanek klubów Tupy-ES i Athletico Paranaense. W 2011 rozpoczął karierę piłkarską w Linhares. Potem przez dwa lata bronił barw klubu Al-Sharjah ze ZEA. W 2013 wrócił do ojczyzny, gdzie został piłkarzem Catanduvense. W 2014 wrócił do Athletico Paranaense. W 2015 występował na zasadach wypożyczenia w Atlético Goianiense, a w 2018 w Corinthians Paulista. 10 lipca 2018 podpisał kontrakt z Dynamem Kijów. 8 stycznia 2020 ponownie został wypożyczony do Corinthiansu.

## Sukcesy i odznaczenia

### Sukcesy piłkarskie
Athletico Paranaense
- mistrz Campeonato Paranaense: 2016

Corinthians
- mistrz Campeonato Paulista: 2018

Dynamo Kijów
- zwycięzca Superpucharu Ukrainy: 2018